# Łęczyce (gemeente)
De gemeente Łęczyce is een landgemeente in het Poolse woiwodschap Pommeren, in powiat Wejherowski.
De gemeente bestaat uit 18 administratieve plaatsen solectwo: Bożepole Małe, Bożepole Wielkie, Brzeźno Lęborskie, Chmieleniec, Chrzanowo, Dzięcielec, Kaczkowo, Kisewo, Łęczyce, Łęczyn Górny, Łówcz, Nawcz, Rozłazino, Strzebielino, Strzebielino-Wieś, Strzelęcino, Świetlino, Wysokie
De zetel van de gemeente is in Łęczyce.
Op 30 juni 2004 telde de gemeente 11 066 inwoners.

## Oppervlakte gegevens
In 2002 bedroeg de totale oppervlakte van gemeente Łęczyce 232,81 km², waarvan:
- agrarisch gebied: 41%
- bossen: 52%

De gemeente beslaat 18,15% van de totale oppervlakte van de powiat.

## Demografie
Stand op 30 juni 2004:
| Omschrijving                   | Totaal | Totaal | Vrouwen | Vrouwen | Mannen | Mannen |
| ------------------------------ | ------ | ------ | ------- | ------- | ------ | ------ |
| eenheid                        | aantal | %      | aantal  | %       | aantal | %      |
| inwoners                       | 11 066 | 100    | 5513    | 49,8    | 5553   | 50,2   |
| bevolkingsdichtheid (inw./km²) | 47,5   | 47,5   | 23,7    | 23,7    | 23,9   | 23,9   |

In 2002 bedroeg het gemiddelde inkomen per inwoner 1502,39 zł.

## Aangrenzende gemeenten
Cewice, Choczewo, Gniewino, Linia, Luzino, Nowa Wieś Lęborska